# 名取佐和子
名取 佐和子（なとり さわこ、1973年 - ）は日本のゲームシナリオライター、小説家。兵庫県神戸市生まれ、神奈川県藤沢市辻堂育ち。明治大学文学部卒業後、ゲーム会社のナムコに就職し、『テイルズシリーズ』などのシナリオを担当する。2001年に退社し以後フリーとして活動。名取 なずな（なとり なずな）名義でも活動している。2015年、『ペンギン鉄道なくしもの係』でエキナカ書店大賞受賞。

## 作品リスト

### ゲーム
- テイルズ オブ デスティニー（1997年、ナムコ） - Co-PRODUCER
- テイルズ オブ エターニア（2000年、ナムコ） - メインシナリオ
- ヴィーナス&ブレイブス〜魔女と女神と滅びの予言〜（2003年、ナムコ） - メインシナリオ
- ドラッグオンドラグーン（2003年、スクウェア・エニックス） - メインシナリオ
- 今日から㋮王! はじ㋮りの旅（2006年、バンダイナムコゲームス） - シナリオ協力
- 今日から㋮王! 眞魔国の休日（2007年、バンダイナムコゲームス - シナリオ協力
- 99のなみだ（2008年、バンダイナムコゲームス） - ストーリー協力
- ニーア ゲシュタルト/レプリカント（2010年、スクウェア・エニックス） - メインシナリオ
- ソウルキャリバーV（2012年、バンダイナムコゲームス） - ストーリー原案協力
- ドラッグオンドラグーン3（2013年、スクウェア・エニックス） - メインシナリオ

### 小説

#### 名取なずな名義
- サンプル家族 -乙女ゴコロとエイリアン（2001年8月 イラスト：OKAMA、スーパーダッシュ文庫）
- 君につたえたいこと（2001年12月 イラスト：高橋マモル、マイクロデザイン）
- テルミナス -なよ竹荘に月が降る（2002年7月 イラスト：OKAMA、スーパーダッシュ文庫）
- 郵便です! -サクラサク頃、キミに逢いたい（2003年3月 イラスト：袴田めら、スーパーダッシュ文庫）
- メイドの花ちゃんシリーズ（イラスト：COMTA、集英社みらい文庫）
  - ご主人さまはスーパーセレブ（2011年12月）
  - 鏡の国のスーパーセレブ（2012年7月）
  - 天然プリンセスとスーパーセレブ（2012年12月）
- ほっぺちゃん（カバー絵：サン宝石、イラスト：くまさかみわ、角川つばさ文庫）
  - よろしく☆ネコ耳ちゃん（2013年6月）
  - ウサ耳ちゃんとフェスティバル♪（2013年11月）
  - ネコ耳ファミリーのマジックショー★（2014年6月）
  - ほっぺちゃん王国とふしぎなステッキ（2014年11月）
  - モデルちゃん、とーじょー☆（2015年6月）
  - 妖精ちゃんと時計の旅（2015年12月）
  - スイーツタウンのしあわせレシピ♪（2016年5月）
  - 花の国のプリンセス（2016年12月）
- はっぴー♪ペンギン島!!（イラスト：黒裄、集英社みらい文庫）
  - ペンギン、空を飛ぶ！（2014年8月）
  - アリスとふしぎなぼうし（2014年12月）

#### 名取佐和子名義
- 交番の夜（2010年9月 Linda BOOKS! / 2015年10月 リンダブックス ）
- おかえり一万回（2012年11月 リンダブックス）
- 君の卒業式（2013年1月 リンダブックス）
- ペンギン鉄道なくしもの係（2014年4月 幻冬舎文庫）
- シェアハウスかざみどり（2015年11月 幻冬舎 / 2018年4月 幻冬舎文庫）
- 江の島ねこもり食堂（2017年2月 ポプラ社）
- 逃がし屋トナカイ（2018年6月 実業之日本社文庫)
- ペンギン鉄道 なくしもの係 リターンズ（2018年12月、幻冬舎文庫）
- 七里ヶ浜の姉妹（2019年12月、角川春樹事務所）
- ひねもすなむなむ（2021年10月、幻冬舎文庫）
- 図書室のはこぶね（2022年3月、実業之日本社）
- 文庫旅館で待つ本は（2023年12月、筑摩書房）
- 銀河の図書室（2024年8月、実業之日本社）

#### 金曜日の本屋さんシリーズ
- 金曜日の本屋さん（2016年8月 ハルキ文庫）
- 金曜日の本屋さん 夏とサイダー（2017年2月 ハルキ文庫）
- 金曜日の本屋さん 秋とポタージュ（2017年8月 ハルキ文庫）
- 金曜日の本屋さん 冬のバニラアイス(2018年2月 ハルキ文庫)

#### 99のなみだシリーズ
「」内が名取佐和子の作品。〈〉内は原案の作品
- 99のなみだ・涙がこころを癒す短編小説集（2008年4月 泰文堂）

〈七夕の雨〉「屋上から」〈桜色の涙〉〈願い〉「恋しくて」
- 99のなみだ・空：涙がこころを癒す短編小説集（2009年2月 泰文堂）

「遠い夏の」「板垣さんのやせがまん」「ぼくのともだち」「君の卒業式」
- 99のなみだ・風：涙がこころを癒す短編小説集（2009年5月 泰文堂）

「宇宙の約束」「『マツミヤ』最後の客」「いるかとくじら」「笹山兄弟譚」
- 99のなみだ・花：涙がこころを癒す短編小説集（2009年8月 泰文堂）

「仰げばとうとし」「キャッチボール」「太陽」
- 99のなみだ・月：涙がこころを癒す短編小説集（2010年1月 泰文堂）

「一生のお願い」「茶柱」「針と糸」「虹の下で」
- 99のなみだ・光：涙がこころを癒す短編小説集（2010年5月 泰文堂）

「真冬のお花見」「迎える」
- 99のなみだ・星：涙がこころを癒す短編小説集（2010年9月 泰文堂）

「星空ドライブ」「落月屋梁」
- 99のなみだ・雲：涙がこころを癒す短編小説集（2011年1月 泰文堂）

「おめでとうございます」
- 99のなみだ・心：涙がこころを癒す短編小説集（2011年5月 泰文堂）

「太陽、2」
- 99のなみだ・友：涙がこころを癒す短編小説集（2011年9月 泰文堂）

「巣立ちのエール」「おかえり一万回」
- 99のなみだ・旅：涙がこころを癒す短編小説集（2012年1月 泰文堂）

「父の骨」「パーク・トリップ」
- ジュニア99のなみだ（2015年11月 泰文堂）

「キャッチボール」「『マツミヤ』最後の客」「太陽」
- 99のなみだベストセレクション（2016年5月 泰文堂）

「太陽」「臨時ダイヤ」「『マツミヤ』最後の客」「おかえり一万回」「屋上から」「宇宙の約束」「一生のお願い」

  *【改題】99のなみだ・愛：ベスト作品集（2016年10月 泰文堂）

#### アンソロジー
「」内が名取佐和子の作品
- 誕生日 第7回フェリシモ文学賞作品集(2004年6月 フェリシモ)「てるてる坊主」
- 最後の一日 さよならが胸に染みる10の物語(2011年5月 泰文堂)「らっきょう」
- 最後の一日-12月18日 さよならが胸に染みる10の物語(2011年11月 泰文堂)「最終電車で」「ハマナスノ実ヲ飾ル頃」
- 涙がこぼれないように さよならが胸を打つ10の物語(2011年5月 泰文堂)「板垣さんのやせがまん」「『マツミヤ』最後の客」「君の卒業式」
- 愛してるって言えばよかった(2012年10月 泰文堂)「関白宣言ふたたび」
- 飯テロ 真夜中に読めない20人の美味しい物語(2017年12月 KADOKAWA)「寄席わらしの晩ごはん」

### ドラマCD脚本
- ゲーマーズヘブン!（2004年発売、フロンティアワークス）
- あまつき ドラマCD 第4巻（2008年発売、フロンティアワークス）
- イルゲネス（2009年発売、フロンティアワークス）